# Svete misije
Svete misije su vrsta pobožnosti u Katoličkoj Crkvi, koja se sastoji u posjeti svećenika - misionara i propovjednika određenoj župi s ciljem navještanja Radosne vijesti i duhovne obnove.
Pučke svete misije uglavnom su se događale u prošlosti i u manjoj mjesti danas na župama u sklopu pripreme na neke veće blagdane ili jednostavno kako bi se potaklo vjernike na što intenzivniji vjerski život. U sklopu svetih misija, svećenici koji dođu kao gosti misionari i propovijednici sastaju se s raznim skupinama unutar župe poput: mladih, sjemeništaraca, članova molitvenih zajednica, umirovljenika, branitelja te obilaze i bolesnike po kućama. Priređuju se svete mise s posebnim prigodnim propovijedima i mogućnosti ispovijedi. 
Zajednički se održavaju predavanja i pobožnosti poput euharistijskoga klanjanja, križnoga puta i krunice. Svećenici misionari pozivaju na obraćenje i promjenu dosadašnjeg načina života. Na posebno pripremljen križ upisuje se godina u kojoj su se dogodile svete misije i taj križ nalazi se na vidljivom mjestu u crkvi.